# 騶 (高句麗)
驺（?—?），《汉书》记载的高句骊族首领。
王莽取代西汉后，想要大举征伐匈奴，下令征发高句骊兵。当地兵民不愿，郡县强迫，于是百姓多逃亡为寇。辽西大尹（汉朝制度的辽西郡太守）田谭派兵追击，反被他们所杀。州郡归咎责任于高句骊侯驺。始建国四年（12年），王莽命严尤率兵进讨，严尤设计将驺诱骗至军中诛杀，并将他的首级传送到首都常安。王莽非常高兴，布告全国：改高句骊名为下句骊。从此，东北各族群起反抗王莽。一些学者认为驺就是高句丽的第一代王朱蒙。